# Ocularia vittipennis
Ocularia vittipennis är en skalbaggsart som beskrevs av Stefan von Breuning 1960. Ocularia vittipennis ingår i släktet Ocularia och familjen långhorningar. Inga underarter finns listade i Catalogue of Life.